# Boundin'
Boundin' (Brincando en Latinoamérica y Saltando en España) es un corto de animación infográfica estadounidense del año 2003, exhibido previamente a la película Los Increíbles. Nos muestra a un cordero cuyo elegante baile es muy popular entre el resto de animales del entorno, pero un día es esquilado, lo que le hace perder la confianza en sí mismo ante las burlas de sus vecinos. En este estado es cuando un jackalope (conejílope en España y liebrenado cangurín en Latinoamérica), le enseña las ventajas de saltar en lugar de bailar. El cordero conviene en ello y su popularidad se recupera entre los vecinos.
La historia se desarrolla a través de una canción, y la moraleja de la historia es no dejarse vencer por las adversidades. La vida sigue y puede cambiar, o nosotros podemos hacerla cambiar. El cordero así lo ve, y afronta con nuevos ánimos el ciclo anual de esquilado, que ya no le importa.

## Elementos de otras creaciones de Pixar
Como en muchas otras creaciones de Pixar, encontramos elementos de otras películas:
- El Ford Modelo T del esquilador aparece también en Cars. Se trata de la estatua del fundador de Radiador Springs, Stanley.
- La mano y el brazo del esquilador son las del dentista P. Sherman de Buscando a Nemo.
- Los peces del estanque son modelos usados también en Buscando a Nemo.

## Doblaje
| Personaje           | Actor de voz original | Doblaje de Hispanoamérica | Doblaje de España |
| ------------------- | --------------------- | ------------------------- | ----------------- |
| Cordero             | Bud Luckey            | Arturo Mercado            | José Angel Juanes |
| Liebrenado cangurín | Bud Luckey            | Arturo Mercado            | José Angel Juanes |
| Narrador            | Bud Luckey            | Arturo Mercado            | José Angel Juanes |